# Simon Jervis
Simon Swynfen Jervis (né le 9 janvier 1943) est un directeur de musée et historien de l'art britannique.

## Carrière
Son premier poste dans un musée est à l'actuel Leicester Museum and Art Gallery en 1964, puis il rejoint le département du mobilier du Victoria and Albert Museum de Londres en 1966. Il est directeur du Fitzwilliam Museum de Cambridge de 1990 à 1995 et secrétaire des bâtiments historiques du National Trust de 1995 à 2002.
Il est président de la Société des Antiquaires de Londres de 1995 à 2001. En 2021, il est élu président de la Furniture History Society.

## Publications
- Jervis, Simon Swynfen (ed.). The Alphabet Book of Amos Lewis: An Elizabethan calligraphic manuscript revealed. Cambridge, John Adamson, 2024  (ISBN 978-1-898565-20-8) (OCLC 1422226157)
- Jervis, Simon Swynfen. British and Irish Inventories: A list and bibliography of published transcriptions of secular inventories. Leeds, Furniture History Society, 2010  (ISBN 978-0-903335-15-7) (OCLC 715291123)
- Jervis, Simon Swynfen. The Facts on File Dictionary of Design and Designers. New York, Facts on File, 1984  (ISBN 0-87196-891-6) (OCLC 10208241)
- Jervis, Simon Swynfen. High Victorian Design. Woodbridge, Boydell, 1983  (ISBN 978-0-85115-187-8) (OCLC 10420428)
- Jervis, Simon Swynfen. John Stafford of Bath and his Interior Decorations. Haywards Heath, Furniture History Society, 2009  (ISBN 978-0-903335-14-0) (OCLC 712130963)
- Jervis, Simon Swynfen. The Penguin Dictionary of Design and Designers. Harmondsworth, Penguin Books, 1984  (ISBN 978-0-14-051089-8) (OCLC 59157313)
- Jervis, Simon Swynfen. Printed Furniture Designs before 1650. Leeds, W. S. Maney & Sons Ltd for the Furniture History Society, 1974  (ISBN 978-0-901286-05-5) (OCLC 3186842)
- Jervis, Simon Swynfen (editor and translator). A Rare Treatise on Interior Decoration and Architecture: Joseph Friedrich zu Racknitz's Presentation and History of the Taste of the Leading Nations. Los Angeles, Getty Research Institute, 2019  (ISBN 978-1-60606-624-9) (OCLC 1140126412)
- Jervis, Simon Swynfen, and Dudley Dodd. Roman Splendour, English Arcadia: The English taste for Pietre Dure and the Sixtus cabinet at Stourhead. London, Philip Wilson, 2015  (ISBN 978-1-78130-024-4) (OCLC 897501952)
- Jervis, Simon Swynfen, Swynfen Jervis MP, 1797−1867: Radical Landowner, Poetaster, Pteridologist and Shakespearian. Stafford, Staffordshire Record Society, 2020  (ISBN 978-0-901719-16-4) (OCLC 1231563032)
- Jervis, Simon Swynfen. Victorian Furniture. London, Sydney, Ward Lock, 1968  (ISBN 978-0-7063-1014-6) (OCLC 20308)